# 烏多爾區

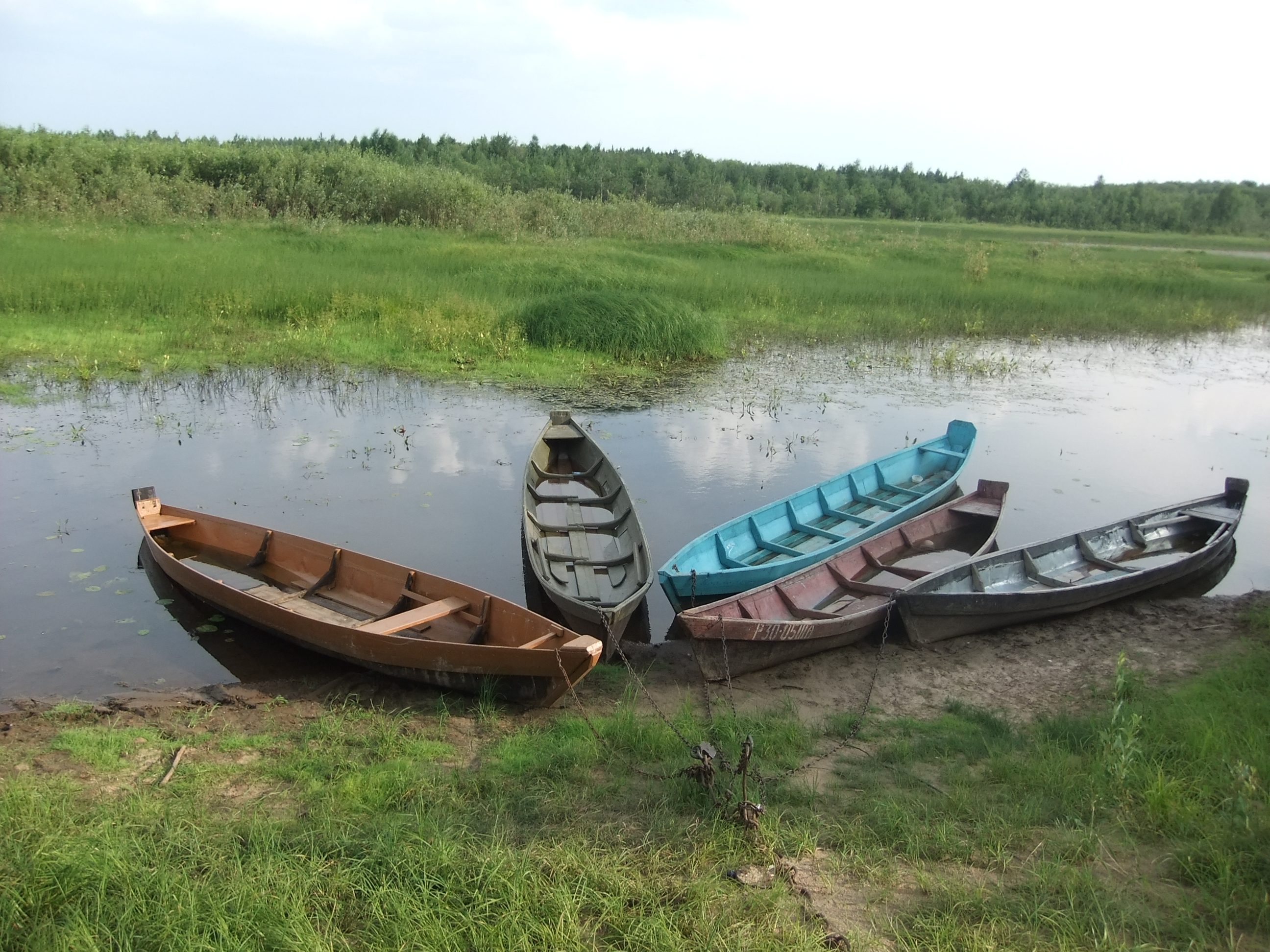

63°27′N 48°54′E / 63.450°N 48.900°E
烏多爾區（俄语：Удорский район），是俄羅斯的一個區，位於該國西北部，由科米共和國負責管轄，面積35,800平方公里，2010年人口20,400，人口密度每平方公里0.57人。